# Lijst van Spaanse koloniale oorlogen in Marokko
Er zijn verschillende Spaanse koloniale oorlogen in Marokko of Hispano-Marokkaanse oorlogen geweest:
- Verovering van La Mamora (1681)
- Beleg van Larache (1689)
- Beleg van Melilla (1774)
- Hispano-Marokkaanse oorlog (1859-1860)
  - Anghera kabila incident  (1859)
  - Slag bij Sierra de Bullones  (1859)
  - Bombardement van Martil (1859)
  - Slag bij Castillejos (1860)
  - Slag bij Tétouan (1860)
  - Slag bij Wad-Ras  (1860)
- Eerste Melilla-campagne (1893–1894)
- Tweede Melilla-campagne (1909-1910)
- Kert campagne (1911-1912)
- Rifoorlog (1920-1927)
  - Landing van Sidi Idriss (1921)
  - Gevecht van Abarrán (1921)
  - Slag om Annual (1921)
  - Terugtrekking van Chaouen (1924)
  - Al Hoceima landing (1925)
- Ifni Oorlog (1957–1958)
- Peterselie-eiland crisis (2002)